# Alv Gjestvang
Alv Gjestvang (Skreia, 13 settembre 1937 – Lillehammer, 26 novembre 2016) è stato un pattinatore di velocità su ghiaccio norvegese.

## Palmarès

### Olimpiadi invernali
- Argento a Innsbruck 1964 nei 500 metri.
- Bronzo a Cortina d'Ampezzo 1956 nei 500 metri.